# Godfrey Chitalu
Godfrey Chitalu (* 22. Oktober 1947 in Luanshya; † 27. April 1993 in der Nähe von Libreville, Gabun) war ein sambischer Fußballspieler und -trainer.

## Karriere
Chitalu begann seine Karriere bei Roan United und wechselte 1965 zu Kitwe United. 1968 gelangen ihm in einer Saison 81 Tore. 1970 wechselte er zu Kabwe Warriors, mit denen Chitalu drei Mal in Folge die Meisterschaft der ersten sambischen Liga gewann und wo er bis zu seinem Karriereende 1982 spielte sowie als Trainer arbeitete. Als Nationalspieler Sambias nahm er unter anderem an der Afrikameisterschaft 1978 und den Olympischen Sommerspielen in Moskau teil, wo er bei einer 1:3-Niederlage Sambias gegen die UdSSR ein Tor erzielte. Insgesamt soll er für Sambia 103 A-Länderspiele bestritten und 74 Tore erzielt haben. Chitalu kam bei dem Flugunfall der DHC-5 Buffalo AF-319 der sambischen Luftstreitkräfte zusammen mit anderen Mitgliedern der sambischen Nationalmannschaft 1993 ums Leben. Er hatte im selben Jahr das Amt des Nationaltrainers übernommen.

## Rezeption

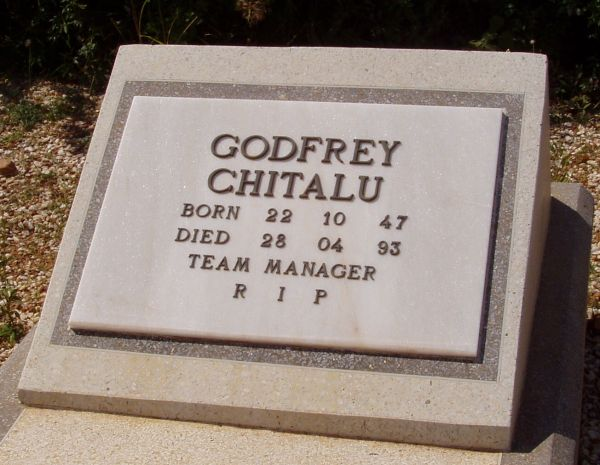
Grab von Godfrey Chitalu in Lusaka

Chitalus Spitzname war Ucar in Anlehnung an das Akronym des Batterieherstellers Union Carbide. Der Name wurde ihm von einem populären sambischen Sportreporter verliehen, der damit auf Chitalus energiegeladene Dribblings und Torabschlüsse anspielte. Besonders seine häufig erfolgreichen Alleingänge hinterließen beim Publikum einen nachhaltigen Eindruck. Chitalu galt auch als Hitzkopf, der für sein mitunter unsportliches Verhalten auf dem Platz vielfach kritisiert wurde. Es überwog jedoch stets die Bewunderung seiner Fähigkeiten als Stürmer, weshalb er in den 1970ern zur nationalen Fußballikone avancierte und fünf Mal zu Sambias Spieler des Jahres gewählt wurde. 1981 wurde er von Sambias Präsident Kenneth Kaunda mit einem hohen Staatsorden geehrt. 2006 wurde er vom afrikanischen Fußballverband zu einem der 200 besten afrikanischen Spieler der vergangenen 50 Jahre ernannt.
Im Kalenderjahr 1972 soll Chitalu nach Angaben des sambischen Fußballverbands insgesamt 107 Tore in nationalen Wettbewerben sowie dem African Cup of Champions Clubs und einigen Länderspielen erzielt haben. Im Zusammenhang mit dem Torrekord von Lionel Messi im Jahr 2012 (91 Pflichtspieltore im Kalenderjahr) wurde diese Statistik, die dem Argentinier diesen Rekord streitig machen könnte, international bekannt. Die FIFA erklärte, entsprechende Daten nicht vorliegen zu haben und kündigte eine Prüfung an.